# Abram Ajzin
Abram Sawieljewicz Ajzin (ros. Абрам Савельевич Айзин, ur. 1903 w Rydze, zm. 1964 w Moskwie) – radziecki inżynier i funkcjonariusz służb specjalnych, inżynier-pułkownik.

## Życiorys
Żyd, 1921–1924 studiował na Wydziale Inżynieryjno-Budowlanym Wyższej Szkoły Technicznej im. Baumana w Moskwie, pracował kolejno jako biuralista, referent, agent, księgowy, kierownik pododdziału Ludowego Komisariatu Ochrony Zdrowia RFSRR, technik Centralnego Zarządu Prasy i Propagandy Wystawy Najwyższej Rady Gospodarki Narodowej ZSRR, technik i starszy technik w truście budowlanym „Standartstroj”. Od 8 marca 1928 funkcjonariusz OGPU, m.in. starszy technik biura budowlanego OGPU ZSRR, 1933–1934 kierownik prac Wydziału Inżynieryjno-Budowlanego OGPU ZSRR, od 10 lipca 1934 do 1937 kierownik prac Wydziału Inżynieryjno-Budowlanego NKWD ZSRR, 1937 pomocnik szefa Oddziału 1 tego wydziału, od 13 kwietnia do 25 maja 1937 pomocnik szefa oddziału Wydziału Budowlanego Zarządu Administracyjno-Gospodarczego NKWD ZSRR, od 25 maja 1937 p.o. szefa, a od 2 czerwca 1937 do 13 sierpnia 1941 szef Wydziału Budowlanego Zarządu Administracyjno-Gospodarczego NKWD ZSRR. Od 1940 członek WKP(b), od 13 sierpnia 1941 do 2 kwietnia 1952 szef Wydziału Budowlanego Zarządu Gospodarczego NKWD/MWD ZSRR, od 3 grudnia 1941 wojskowy inżynier 1 rangi, od 23 marca 1943 inżynier-podpułkownik, a od 17 lipca 1944 inżynier-pułkownik. Od 2 kwietnia 1952 do 1954 zastępca głównego inżyniera Zarządu Budownictwa nr 18 i Poprawczego Obozu Pracy MWD, 31 lipca 1954 zwolniony ze służby.

## Odznaczenia
- Order Czerwonego Sztandaru Pracy (3 lipca 1943)
- Order Czerwonej Gwiazdy (1944)
- Odznaka „Honorowy Funkcjonariusz Czeki/GPU (XV)” (1934)